# لوجين
لوجين (1 يناير 1992 -)، ممثلة مصرية.

## أعمالها

### من الأفلام
- العالمي (2009).

### من المسلسلات
- عبودة ماركة مسجلة (2009).

## روابط خارجية
- لوجين على موقع الدهليز
- لوجين على موقع قاعدة بيانات الأفلام العربية